# آلترناتیو بانک سوئیس
آلترناتیو بانک سوئیس (انگلیسی: Alternative Bank Switzerland) شرکت خدمات مالی و بانکداری سوئیسی است، که در سال ۱۹۹۰ تأسیس شد.